# Amasi

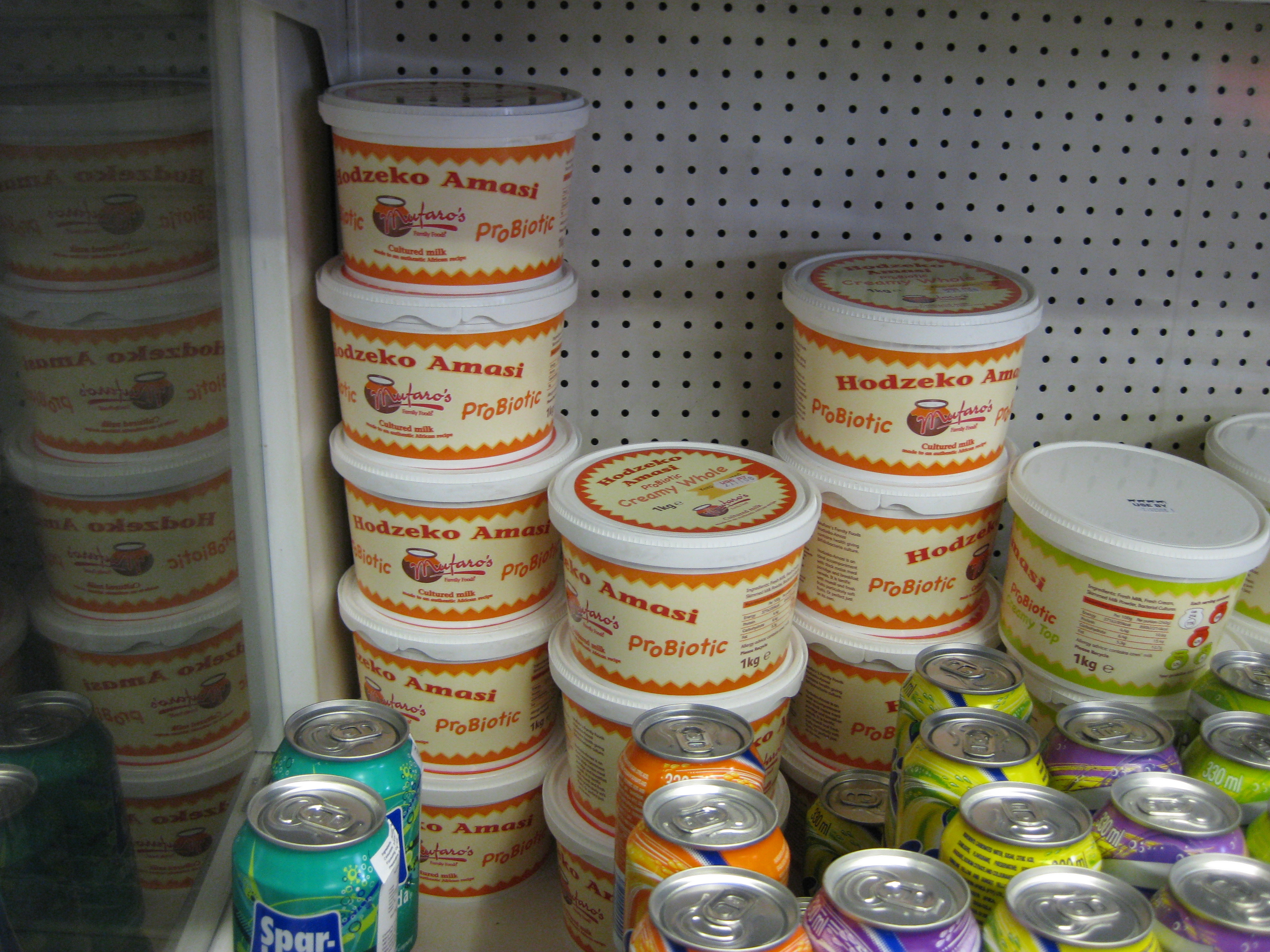
Amasi comercializada en Londres.

Amasi (así denominado en zulú y xhosa, y "maas" en Afrikáans) es la denominación más frecuente para la leche fermentada que posee un sabor similar al queso fresco o al yogur. Se trata de una bebida muy popular en Sudáfrica. Este lácteo es muy popular entre los inmigrantes Indios que lo emplean en una ensalada de pepino servido con biryani, o como el ingrediente principal del raita.

## Características
El amasi se ha preparado tradicionalmente mediante almacenamiento de leche de vaca pasteurizada en un contenedor calabash (igula en isiZulu) o en un saco, que permita fermentado. La fermentación desarrolla una sustancia licuosa denominada umlaza. Este líquido sobrante de la fermentación se suele verter sobre las gachas como el mealie meal (harina de maíz) denominado pap, o simplemente bebido. Es tradicional que sea servido en una cazuela de barro (ukhamba en isiZulu) y consumido con cuchara de madera. El amasi se elabora también de forma comercial mediante el empleo de cultivos Lactococcus lactis subsp lactis y L. lactis subsp cremoris y posteriormente pasteurizado para ser distribuido y consumido, que suele poseer una vida de aproximadamente de 21 días a 4 °C. Cuando se produce comercialmente, el amasi puede ser un vehículo ideal para convertirlo en un alimento funcional que permita el cultivo de probiotico.

## Amasi en la cultura Sudafricana
- Los Zulús creen de forma tradicional que el masi hace a los hombres más fuertes, saludables y deseables. Durante los taboos (e.g. menstruación o en contacto con la muerte) la persona afectada se puede recuperar mediante la ingesta de amasi. La leche pura se suele beber en raras ocasiones ('leche verde'), pero si se suele tomar fermentada en amasi.[3]
- La expresión Zulú kwafa igula lamasi se traduce como la leche-ácida rompe el calabash, es como decir nuestras últimas esperanzas son rotas.[4]
- Es una bebida que en raras ocasiones beben los blancos. Es por esta razón por la que la bebida es un elemento discriminador en los dichos sobre razas.